# Deutsche Bibelgesellschaft
De Deutsche Bibelgesellschaft (Duitse Bijbelgenootschap) is een kerkelijke stichting die zich bezighoudt met Bijbelvertaling en Bijbelverspreiding. De Duitse zuster van het Nederlands Bijbelgenootschap en het Vlaams Bijbelgenootschap is van internationale betekenis als uitgeefster van standaardteksten van de Bijbel in de brontalen en van vroege vertalingen.

## Geschiedenis
In 1965 fuseerden zelfstandige regionale Duitse Bijbelgenootschappen tot het Evangelische Bibelwerk. In 1981 ging dit samen met de Deutsche Bibelstiftung en vormde de Deutsche Bibelgesellschaft . De Deutsche Bibelstiftung, was in 1975 ontstaan uit een fusie van de Württembergische Bibelanstalt in Stuttgart, de oudste en grootste Bijbelorganisatie, en de kleinere Cansteinsche Bibelanstalt in Westfalen, die tot dan toe als Bijbeluitgeverij voor heel Duitsland fungeerden. In de loop der jaren sloten zich steeds meer Duitse Bijbelgenootschappen hierbij aan, die van de DDR als laatste in 1991. De Deutsche Bibelgesellschaft is gevestigd in het Bijbelhuis van de vroegere Privilegierte Württembergische Bibelanstalt, die tegenwoordig een lokale afdeling is (“Württembergische Bibelgesellschaft”, in Stuttgart). De geschiedenis daarvan gaat terug tot 1812, men viert in 2012 het 200-jarig jubileum.

## Uitgeverij
De Deutsche Bibelgesellschaft heeft als uitgeverij meer dan 700 titels in haar pakket, waaronder 300 Bijbeluitgaven. Jaarlijks worden er 400.000 Bijbels verspreid, koplopers zijn de Lutherbijbel en de moderne Gute-Nachricht-Bibel, te vergelijken met de Nederlandse Groot Nieuws Bijbel. Verder geeft ze kinderbijbels, computerbijbels, wetenschappelijke werken enzovoorts uit. De Deutsche Bibelgesellschaft is uitgeefster van Bijbels in de brontalen, die wereldwijd geaccepteerd zijn als standaardteksten voor Bijbelvertaling:
- Biblia Hebraica Stuttgartensia (Kittel; 4e editie)
- Novum Testamentum Graece' en Greek New Testament. (Nestle-Aland) (27e editie)
- Septuaginta (Rahlfs)(2e editie)
- Biblia Sacra Vulgata

## Organisatie
De Deutsche Bibelgesellschaft heeft een bestuur, een managementteam en een Algemene Vergadering. De Algemene Vergadering stel richtlijnen op; ze bestaat uit afgevaardigden van 23 regionale Bijbelgenootschappen, 14 niet-gebonden kerken en parakerkelijke organisaties, en persoonlijke deelnemers. Het bestuur ziet er op toe dat de organisatie haar gestelde doelen behaalt en bestaat uit ongeveer 20 leden; in 2011 was de bisschop van Beieren voorzitter. Het management team is verantwoordelijk voor de uitvoering van het beleid. De Deutsche Bibelgesellschaft participeert in allerlei activiteiten van zowel de protestantse als de Rooms-Katholieke Kerk. De DBG is lid van de Wereldfederatie van Bijbelgenootschappen.